# The Knack
The Knack est un groupe américain de rock originaire de Los Angeles formé en 1978 et principalement connu pour le single My Sharona, sorti en 1979.

## Membres fondateurs

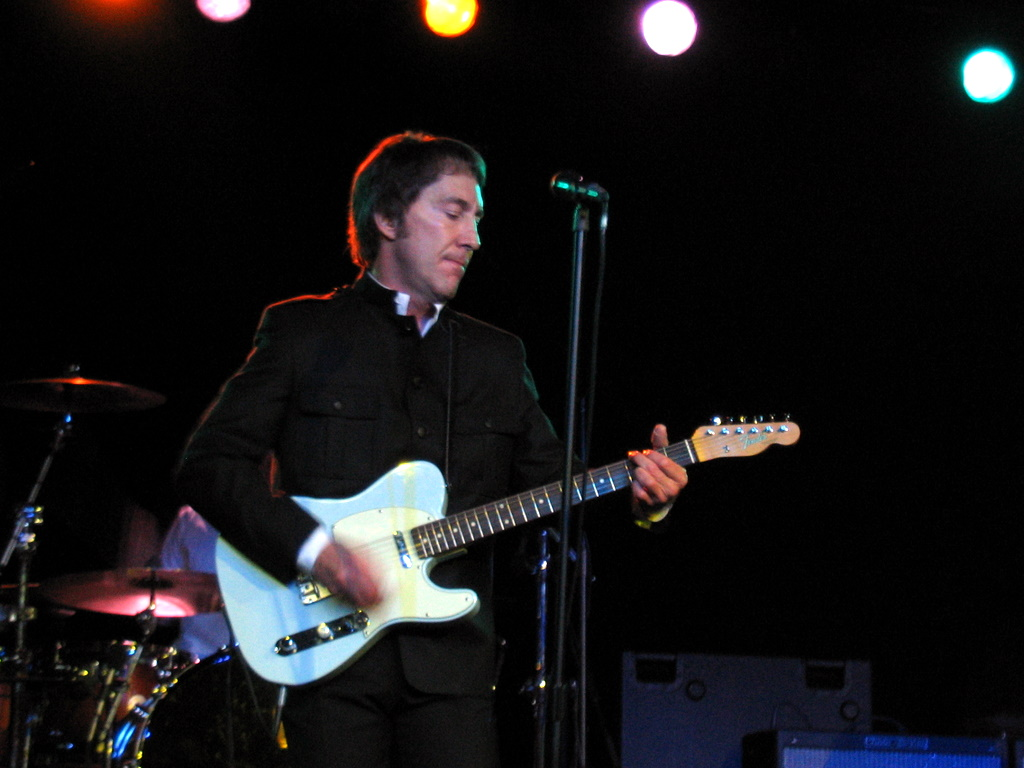
Doug Fieger en 2005.

- Doug Fieger : chant, guitare
- Berton Averre : guitare
- Prescott Niles : basse
- Bruce Gary : batterie

## Historique
Avant les Knack, le chanteur Doug Fieger, originaire de Detroit (Michigan), jouait avec Sky, un groupe de rock dans le style des Sunset Bombers.
Bruce Gary a quitté le groupe pour mieux se consacrer à la production d'artistes, notamment les Ventures, et participe à des enregistrements studios et lives avec des musiciens comme Jack Bruce, Mick Taylor, Bob Dylan, George Harrison, Spencer Davis, Stephen Stills, Rod Stewart, ou Sheryl Crow. Gary est mort d'un cancer le 22 août 2006, à l'âge de 55 ans.
Plusieurs batteurs ont succédé à Gary au sein des Knack dont Billy Ward (sur l'album Serious Fun), Terry Bozzio (sur Zoom) et David Holmes Jones Henderson (sur Normal as the Next Guy et Live at the Rock N Roll Funhouse). Actuellement, le batteur du groupe est Pat Mr. Big Torpey.
Les quatre membres fondateurs, y compris Bruce Gary, se sont retrouvés en studio au début des années 2000 pour enregistrer un titre sur une compilation en hommage au groupe anglais Badfinger. En 2005, The Knack fait une apparition télévisuelle dans le programme Hit Me Baby One More Time.
Le 14 février 2010, Doug Fieger meurt des suites d'un cancer à l'âge de 57 ans.

## Discographie

### Singles
- My Sharona (1979) #1 (6 semaines) US, #6 UK
- Good girls don't (1979) #11 US, #66 UK
- Baby talks dirty (1980) #38 US
- Can't put a price on love (1980) #62 US
- Pay the Devil (1981) #67 US
- Rocket o' love (1991) #9 US

### Albums studio
- Get The Knack (1979) #1 US (6 semaines), #65 UK
- ...But the little girls understand (1980) #15 US
- Round trip (1981) #93 US
- Serious fun (1991)
- Zoom (1998)
- Normal as the next guy (2001)
- Re-Zoom (Zoom avec des bonus) (2003)

### Albums live
- The Knack live at Carnegie Hall (1979)
- Live from the Rock 'n Roll Funhouse (2001)

### Compilations
- My Sharona (1995)
- Retrospective (1992)
- Proof: the very best of The Knack (1998)

### ConcertLaserdisc
- The Knack live at Carnegie Hall (1979)

### Concerts DVD
- Live From the Rock n Roll Funhouse (2001)
- World Cafe Live: The Knack in concert (2007)

### Documentaire DVD
- Getting The Knack (2004)